# Ōshū Fujiwara
 (février 2020).
Pour les articles homonymes, voir Fujiwara (homonyme).

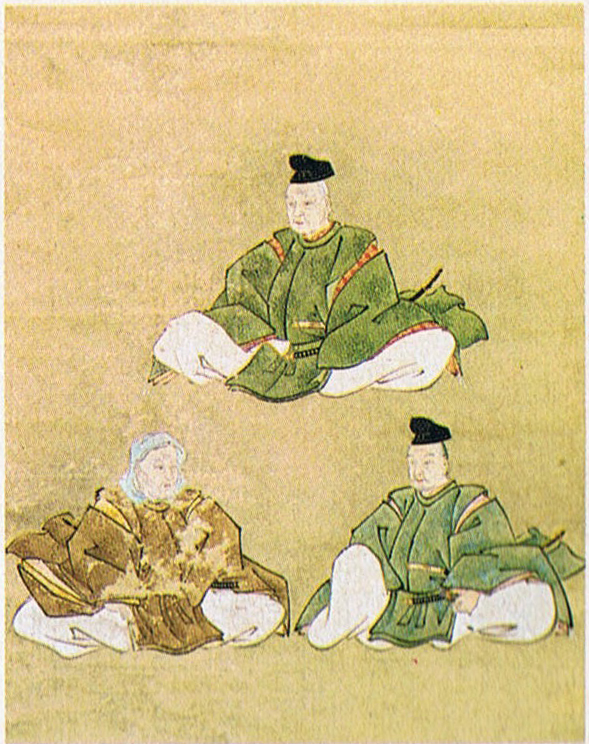
Le Mōtsū-ji (毛越寺) (époque d'Edo).

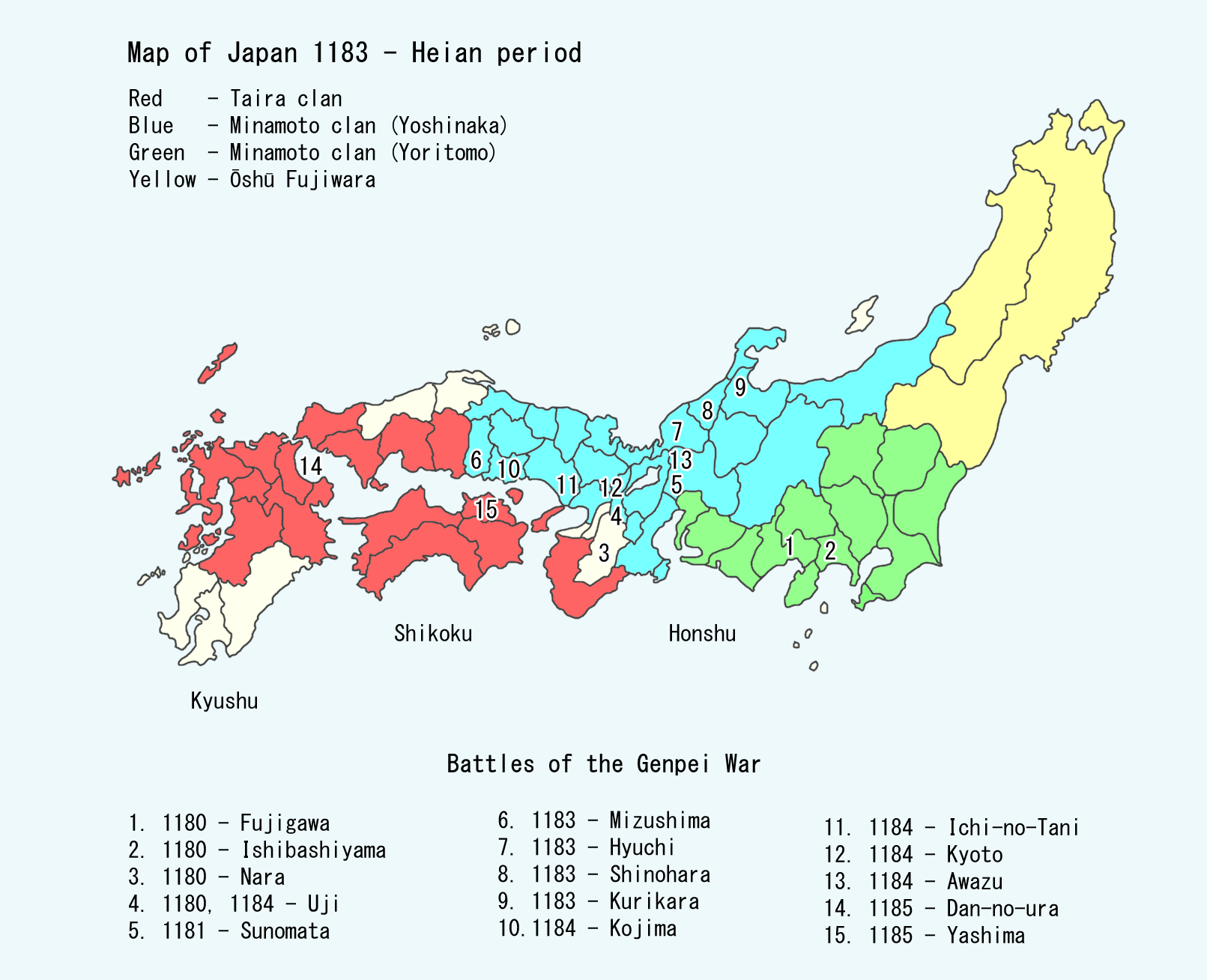
Le domaine du clan Ōshū Fujiwara au Japon (1183).

Les Ōshū Fujiwara (奥州藤原氏, Ōshū Fujiwara-shi, c'est-à-dire « famille des Fujiwara du Nord ») étaient une puissante famille de guerriers qui dirigeaient le nord-est du Japon (provinces de Mutsu et de Dewa) aux XIe et XIIe siècles, descendant de Fujiwara no Tsunekiyo (un vassal d'Abe no Yoritoki et issu de la branche Hidesato des Fujiwara de Kyōto).
Leur capitale, Hiraizumi (dans l'actuelle préfecture d'Iwate), au départ un simple fortin construit par Fujiwara no Kiyohira, premier chef du clan, devint au XIIe siècle une cité magnifique après qu'ils ont fait venir de nombreux artisans de Kyōto, avec qui elle rivalisait en splendeur et en sophistication.
Ils dirigeaient un royaume quasi indépendant qui tirait sa richesse du minage de l'or, du commerce de chevaux et de leur situation d'intermédiaires dans le commerce de produits de luxe importés d'Asie continentale et des états des natifs Emishi et Aïnous.
Ils furent détruits en 1189 par Minamoto no Yoritomo qui les accusait d'avoir hébergé son frère, le hors-la-loi Minamoto no Yoshitsune.

## Dirigeants
| Rang | Nom                  | Dates de vie | Dates de règne |
| ---- | -------------------- | ------------ | -------------- |
| 1    | Fujiwara no Kiyohira | 1056-1128    | 1089-1128      |
| 2    | Fujiwara no Motohira | ?-1157       | 1128-1157      |
| 3    | Fujiwara no Hidehira | 1096-1187    | 1157-1187      |
| 4    | Fujiwara no Yasuhira | 1155-1189    | 1187-1189      |